# 初原千絵
初原 千絵（ういはら ちえ、1989年6月26日 - ）は、日本の女性声優、女優。所属フリー。東京都出身。桐朋学園芸術短期大学演劇科ミュージカルコース卒業。

## 概要

### 来歴
1989年、東京生まれ、横浜育ち。8歳で米国ニュージャージー州に移住。14歳で帰国。
2010年9月、声優養成学校Hyper Voiceにて、休日特別講座に出席した初原は、特別講師として来ていた映画監督でありグラビアアイドル事務所元メディア・マジック・パブリッシングの社長である梶野竜太郎と、タレント木嶋のりこが行った講義を最前列中央の席で聴講していた。講義中、梶野・木嶋は揃って初原のルックスに注目。授業後、梶野は初原を即日スカウトした。同月のうちにメディア・マジックパブリッシング所属となる。2012年5月、声優事務所アセンブルハートに移籍、同7月にパイク・プランニングと業務提携を結んでいる。2016年4月よりフリーとなる。

### 人物
- 家族は父・母・姉・本人・弟の5人家族。
- 好きな色はエメラルドグリーン。
- 「にゅ」という別名をもつ[2]。

### 音楽活動
ソロ、およびHasumiとのデュオユニットWaffleとして、ライブでポップスを中心に歌っていたが、2012年のアセンブルハート移籍に伴い、ライブ活動を休止中。

## 出演作品
※太字は主役・メインキャラクター

### テレビアニメ
2012年
- この中に1人、妹がいる!（生徒 #8）
- 夏雪ランデブー（モンキー #9）

2013年
- 世界でいちばん強くなりたい!（受付 #1、練習生 #2、レスラー #3、練習生 #7、練習生 #9）
- デート・ア・ライブ（隊員 #6）
- ローゼンメイデン（新アニメ）（劇団員 #13）
- ピクレレ（りんりん）

2014年
- にゃん符

### OVA
2011年
- 魚介類 山岡マイコの友 茹田蟹幸（茹田海老子）

(2015年)
- ツブ★ドル（桜台ひなの）

### ゲーム
2012年
- 九十九神（英、ナレーション）

2013年
- 99 Spirits（Hanabusa、ナレーション）

#### オンラインゲーム
2013年
- 必殺仕事人〜お仕置きコレクション～（酒々井千夏、安田陽菜）
- LOCO ～Land Of Chaos Online～ 日本版（カイ・メリノ、シェルミー）

### 携帯コンテンツ・アプリ
2012年
- ダメ男のワンチャンス（婦人警官）

### ドラマCD
2011年
- キリノセカイ（都倉キズナ ほか）

2014年
- ツブ★ドル ドラマCD～紹介します？舞台裏！～（桜台ひなの）

2015年
- ツブ★ドル ドラマCD～紹介します？舞台裏！～ 主題歌もできたし全国デビューしちゃうよ盤（桜台ひなの）

ゲーマーズ限定特典にはCD-R「～北里まひろ(cv.内田真礼)と新磯じゅんこ(cv.山本希望)と寸沢嵐ちさと(cv.三上枝織)と桜台ひなの(cv.初原千絵)と小倉ひかり(cv.一ノ宮しずか）だけで主題歌を歌ってみたよVersion～」が付属

### ラジオドラマ
2013年
- 魔神のガルド!（シェル）

### テレビ
2012年
- 千原芸能社（関西テレビ、2012年1月19日）

2014年
- ゴッドタン - マジギライ1/5（テレビ東京系、2014年9月6日）

### WEB番組
2010年
- 魚介類TV（ニコニコ生放送、2010年12月12日 - 2011年10月9日）

2011年
- 水谷うぃっち（ユーストリーム、2011年1月11日 - 5月17日）
- K-Station music hour on Mt.RAINIER HALL（ニコニコ生放送・ユーストリーム、2011年3月28日）
- 初原千絵・のりぞーゆっころ THE1000人SHOW（響RadioStation、2011年10月20日、2011年11月10日 - 2012年9月27日）
- リクナビチャンネル みんなでつくる就活応援ソング2013（ユーストリーム、2011年10月26日、11月9日）
- 村山ひとしのキャラリンッぱ! ゲスト（ユーストリーム、2011年11月16日）
- MANTAN TV LIVE×FOODOGA LIVE合同企画 24時間テレビ【MaidigiTV】 ゲスト（Stickam・ユーストリーム、2011年12月9日）

2012年
- Hasumiの星色サイダー ゲスト（TwitCasting / YouTube、2012年5月9日）

2013年
- ニコニコジャンボ宝引き in お台場合衆国 進行役（ニコニコ生放送、2013年1月1日、1月4日）
- GReeeeNしばりカラオケ大会♪ MC（ニコニコ生放送、2013年3月8日）
- ニンテン堂で生放送@ニコニコ超会議2 MC（ニコニコ生放送、2013年4月27日、4月28日）

2014年
- Paranoia Talk 2022 Special（ユーストリーム、2014年12月25日）

2015年
- スタジオジブリ作品「崖の上のポニョ」をみんなで一緒に見よう＜テレビ実況生放送＞（ニコニコ生放送、2015年2月13日）

### インターネットラジオ
2015年
- ツブ★ドル ユメカナラジオ！（文化放送 超!A&G+、2015年3月7日）
- 光央とMachicoのカフェ･ド･ボイス･ダイアリー#3（ListenRadio 2015年4月21日）

### 映画
2012年
- 茹田蟹幸ライジング※ゆうばり国際ファンタスティック映画祭2012 正式招待作品、CLARK THEATER 2012 正式招待作品

### 舞台
2011年
- よーいドン! 死神くん / ポップンマッシュルームチキン野郎
- Life Pathfinder 2011 Tour to the end / パスファインダ制作室

2012年
- パラノイアショー2012 とめどなく溢るる妄想の / ハイパインカンパニー

2013年
- パラノイアショーop.136 日々。繰り返しの、 / ハイパインカンパニー
- Life Pathfinder 2013 The Fate of ...（初原研究員、テラー） / パスファインダ制作室
- パラノイアショーop.13z スペシャル。これまでのネタ全部見せるには時間が足りませんの、 / ハイパインカンパニー

2014年
- パラノイアショーop.143 闇。見ている外側の、 / ハイパインカンパニー
- パラノイアショーop.146 展示会。偽りの、 / ハイパインカンパニー
- Life Pathfinder 2014 The Fate of ...（大山利恵） / パスファインダ制作室

2015年
- チンチン電車と女学生 / 劇団往来

### DVD
2013年
- パイクガールズ 華麗なる宣材写真 / パイク・プランニング

### PV
2010年
- HoneyHunt「Turkish March」（木嶋のりこと）

2013年
- 谷修「風日向」（優子）

### CM
- アバーン陶芸教室（ナレーション）※沖縄限定CM
- ロンヨン・ジャパン（出演・ナレーション）
- 大人のグルメ東京 東京丸鶏 動画レポート（出演）
- 丸紅情報システムズ 企業プロモーション映像

メビウスマン続編 目利き力篇（女神）
メビウスマン続編 新技術の追求篇（向日葵花子）
- カゴメ スルフォラファン（OL）

## ライブ・イベント
2014年
- KIWAYA Presents おとめのウクレレ時間 チームピクレレとしてゲスト出演

渋谷シダックスカルチャーホール 2014年2月9日
- アニメ「ツブ★ドル」制作発表イベント

相模原さくら祭り会場付近 2014年4月6日
- PIKE PANIC PARTY vol.15「初原千絵を観察しよう」

秋葉原ロケットゲート 2014年7月10日
- J3リーグ第30節 SC相模原vs福島ユナイテッドFC

ギオンスタジアム 2014年11月2日
ツブ★ドル声優5名（優木かな、豊田萌絵、杉田菜摘、初原千絵、阿東せれな）でイベント出演
2015年
- ツブ★ドルドラマCD発売記念イベント 特典お渡し会

とらのあな秋葉原店C→AKIHABARAゲーマーズ本店→アニメイト秋葉原 2015年4月26日
ツブ★ドル声優3名（豊田萌絵、杉田菜摘、初原千絵）

## 書籍

### 雑誌
- Hyakunichiso 2011年4月号 カットモデル
- CREAM 2011年8月号 グラビア、DVD
- 声優アニメディア 2011年11月号 コメント（魚介類山岡マイコの友茹田蟹幸）
- 声優グランプリ 2011年11月号 インタビュー（魚介類山岡マイコの友茹田蟹幸）
- 声優アニメディア 2013年8月号 付録・声優パーフェクトガイド2013
- 声優グランプリ 2013年12月号 インタビュー（ピクレレ）
- 声優パラダイスR 2014年8月号 グラビア、インタビュー（ツブ★ドル）
- 声優パラダイスR 2015 vol.5 グラビア、インタビュー（ツブ★ドル）

## WEBサイト
- アニメイトTVニュース 2013年9月18日

声優を｢仕事｣にしたい本気の方へ！Hyper Voice秋のオープンキャンパス情報！ 修了生メッセージ
- Hyper Voice 修了生インタビュー vol.2 2013年
- 美人deアプリ 2015年1月28日